# Domingo de Iriarte

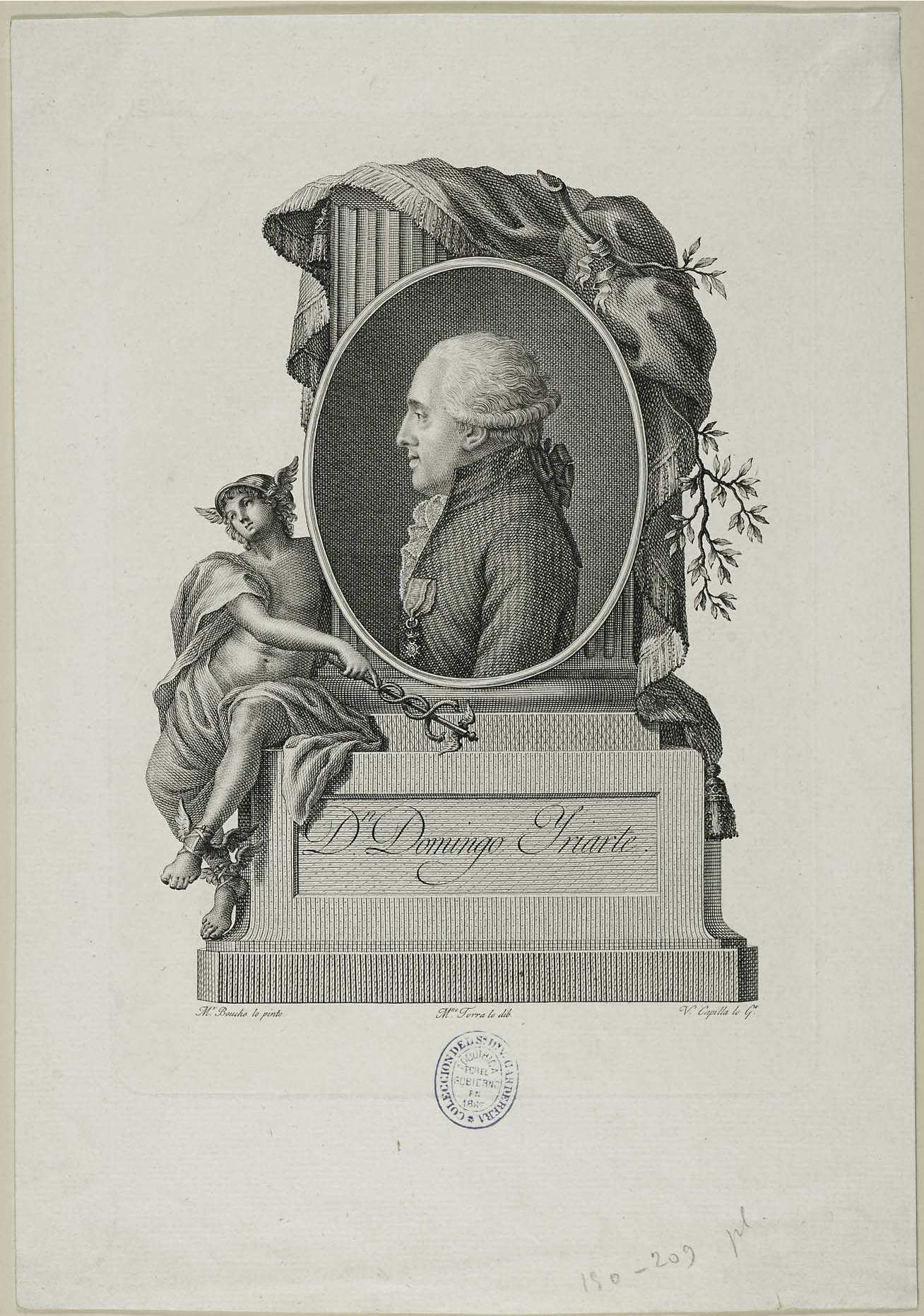
Retrato de Domingo Iriarte. Grabado a buril de Vicente Capilla por dibujo de Mariano Torra. Biblioteca Nacional de España

Domingo Gabriel José (de) Iriarte y Nieves Ravelo (La Orotava, 18 de marzo de 1739 - Gerona, 22 de octubre de 1795) fue un diplomático español.

## Biografía
Fue hermano gemelo de José Gabriel Domingo de Iriarte y también hermano del fabulista Tomás de Iriarte y del diplomático Bernardo de Iriarte, entre los otros quince que tuvo el matrimonio de su padre, Bernardo de Iriarte Cisneros, y su madre, Bárbara Cleta Marcelina de las Nieves-Ravelo y Hernández de Oropesa.
Se instruyó de primeras letras en Puerto de la Cruz, Tenerife, y en 1754 pasó a Madrid a la casa de su tío el humanista y erudito Juan de Iriarte (1702 –1771) para completar su educación; demostró un talento poco común para dominar lenguas modernas extranjeras (inglés, francés, alemán e italiano), además de las clásicas (latín y griego). Eso le abrió las puertas de la Corte, y desde el 1 de noviembre de 1763 fue paje de Jerónimo de Grimaldi, Marqués de Grimaldi (1720-1786); en 1773 es oficial séptimo de la Primera Secretaría de Estado, desde donde irá ascendiendo hasta ser oficial primero, y en octubre de 1776 es secretario de Embajada en Viena por diez años con el embajador José Agustín Llano y de la Cuadra, primer Marqués del Llano; colecciona cuadros y en 1782 envía a sus hermanos Bernardo y Tomás dos cuadros de filósofos pintados por José de Ribera. El 15 de julio de 1786, se traslada con el grado de oficial segundo de Embajada desde Viena a París con el embajador Pedro Pablo Abarca de Bolea, Conde de Aranda (1719-1798). Tras ocupar el cargo de embajador en Varsovia (Polonia), en 1795 fue designado por el gobierno español como su representante en la paz de Basilea, firmada el 22 de julio con el representante de la Convención francesa, François Barthélemy y murió poco después en Gerona de tuberculosis el día 22 de noviembre de 1795 en los brazos del obispo de aquella ciudad Tomás de Lorenzana.
Carlos IV le otorgó la cruz de la Orden de Carlos III por su participación en la firma de este importante tratado.